# Universalität
Universalität (von lateinisch universus, „gesamt“ und spätlat. universalitas, „Gesamtheit“) bezeichnet räumliche und zeitliche Unveränderlichkeit, außerdem die Generalisierbarkeit und den umfassenden Charakter von Wissen, Bildung und wissenschaftlichen Aussagen.
Als Solches ist Universalität als Eigenschaft grundsätzlich durch die Tatsache definiert, dass ein Lebewesen oder Gegenstand objektiv Teil eines Ganzen ist und insofern subjektiv ursprünglich konform, wie beispielsweise der Mensch als Einzelner seiner Spezies mit ihren allgemeingültigen sowie einzeln gleichartig gültigen Eigenschaften oder ein einzelnes Produkt aus der gesamthaften Produktionsmenge desselben Modells.
Als Gegensatz zur Individualität als besondere Ausprägungsfähigkeit des Einzelnen kann der Ausdruck unter anderem in der Philosophie, Theologie, Psychologie, Soziologie, Pädagogik, Anthropologie und Humanbiologie verwendet werden:
- In der Ethik beschreibt die Universalität (Ethik) die Allgemeingültigkeit wichtiger moralischer Begriffe oder kultureller Überzeugungen wie Werte oder der Menschenrechte.[2][1]
- Die Medienwissenschaft verwendet Universalität (Medienwissenschaft) als ein Merkmal von Mediengattungen (bspw. der Zeitung), eine große Themenvielfalt und Inhalte von allgemeinem Interesse anzubieten.
- In der Musikwissenschaft bezeichnet Universalität die Universalien der Musikwahrnehmung, angeborene Elemente der Musikwahrnehmung und -verarbeitung.
- In der Pädagogik bezeichnet Universalität (Pädagogik) die Entwicklungsschritte, die von fast allen Menschen weltweit in einer bestimmten Reihenfolge durchlaufen werden (im Gegensatz zur Diversität).
- In der Physik bezeichnet die Universalität (Physik) die Unabhängigkeit mechanischer Systeme von dynamischen Vorgängen.
- In der Rechtswissenschaft bezeichnet Universalität (Rechtswissenschaft) die globale Gültigkeit von Rechtsverhältnissen.[3]

Es ist zu erwarten, dass Universalität als Gegensatz zur Individualität im erweiterten Sinne eine von zwei Säulen für die Weltformel / Theorie von Allem darstellt, da sie die Generalisierbarkeit von Ursache und Wirkung individueller Sachverhalte in ihrer jeweiligen Umwelt auf andere individuelle Sachverhalte bedeutet. Dies würde den Nutzen darbieten, neuartige individuelle Probleme durch die übertragbare, methodische Anwendbarkeit anderer Problemlösungen behandeln zu können, ohne dass das neuartige Problem in seinem besonderen inhaltlichen Kontext mit dem ursprünglichen Problem etwas zu tun haben muss.
Einer der möglichen Evolutionsschritte angewandter Universalität ist ein Projekt zum sogenannten Weltethos, welches sich neben der Entwicklung seiner Selbstdefinition mit Grundüberzeugungen, Goldenen Regeln und Erklärungen beschäftigt.